# Mojopetung
Mojopetung is een bestuurslaag in het regentschap Gresik van de provincie Oost-Java, Indonesië. Mojopetung telt 1674 inwoners (volkstelling 2010).